# الحمة (ماهلية)

تعديل مصدري - تعديل

الحمة هي إحدى قرى عزلة العرش بمديرية ماهلية التابعة لمحافظة مأرب، بلغ تعداد سكانها 37 نسمة حسب تعداد اليمن لعام 2004.